# Guerre de Saintonge
Batailles
Bataille de Taillebourg
La Guerre de Saintonge est un court conflit entre le roi Louis IX de France et le roi Henri III d'Angleterre et ses alliés aquitains. Le principal affrontement eut lieu à Saintes où les Français remportèrent une victoire décisive.

## Causes de la guerre
Apportée en dot aux Plantagenêt par le mariage d'Aliénor d'Aquitaine avec Henri Plantagenêt (futur Henri II d'Angleterre) en 1152, le Poitou constitue depuis lors un des principaux fiefs d'un duché d'Aquitaine sous influence anglaise. En 1204, dans un contexte de fortes tensions entre Capétiens, qui cherchent à reprendre pied en Aquitaine, et leurs vassaux Plantagenêt, le roi Philippe Auguste déclare son rival anglais Jean sans Terre félon et confisque conformément au droit de commise ses terres du Poitou, décision contestée par le roi-duc Jean sans Terre puis par son fils et successeur Henri III.

### Alphonse, comte apanagiste de Poitou
Quelques années plus tard, le roi de France Louis VIII, successeur de Philippe Auguste, offre à son fils cadet, Alphonse, le Poitou, pendant que l'aîné hérite du trône sous le nom de Louis IX. En juin 1241, Louis IX annonce lors des festivités de Saumur que son frère est maintenant assez âgé pour prendre possession du comté de Poitou. Mécontents de voir se réduire leur domination sur le nord-aquitain, au profit des Capétiens, Hugues X de Lusignan, comte de la Marche et son épouse Isabelle Taillefer, comtesse d'Angoulême et mère du roi Henri III d'Angleterre soulèvent  une partie de la noblesse poitevine et saintongeaise. Les négociations entre Hugues X et  Alphonse n'aboutissent pas et Hugues retire son allégeance à Alphonse en décembre 1241 à Poitiers.

## Déroulement de la guerre
Afin de soutenir son jeune frère, le roi Louis IX aurait rassemblé, d'après Matthieu Paris, une armée comprenant 4 000 chevaliers, 20 000 sergents et arbalétriers, accompagnés d'une intendance de 1 000 chariots pour porter les tentes, les machines de siège démontées, les vivres et les armes. De plus, le roi aurait envoyé 80 galères pour protéger La Rochelle. Le 28 avril 1242, l'ost royal est rassemblé à Chinon.

### La conquête du Poitou
Le 4 mai 1242, le roi de France et son frère sont à Poitiers et marchent sur les fiefs des Lusignan. Les Français prennent plusieurs de leurs places fortes, dont Montreuil-Bonnin (le 9 mai), la tour de Ganne à Béruges, Fontenay, Moncontour, Vouvant (le 6 juin) et surtout la forteresse de Frontenay, considérée comme inexpugnable à l'époque.

### Le soutien d'Henri III d’Angleterre
Afin de contrer l'armée française, Henri III d'Angleterre accoste à Royan le 13 mai et rejoint son beau-père Hugues. Les échanges de lettres entre les deux souverains et une ambassade nommée le 30 mai ne parviennent pas à sauver la paix et le souverain anglais déclare la guerre au roi français le 16 juin.
Henri III passe six semaines à chercher des alliances et à réunir des troupes. Pendant ce temps, les Français en profitent pour finir de pacifier le Poitou. À la mi-juillet, l'armée rassemblée par Henri et Hugues a été estimée à un détachement composé de 1 600 chevaliers, 20 000 piétons et 700 arbalétriers. 

### Bataille de Taillebourg
Le 19 juillet 1242, Geoffroy V de Rancon, insulté par Hugues, ouvre aux Français son château de Taillebourg qui contrôle un pont en pierre sur le fleuve. Le roi d'Angleterre réagit, rassemble ses forces, positionnées à Saintes, et les positionne pour bloquer le pont.
Le soir du 20 juillet 1242, les deux armées campent de part et d'autre de la Charente. Le 21 juillet, lorsque Louis se prépare à passer le pont, Henri déploie son armée sur l'autre rive. C'est à ce moment qu'une dispute aurait éclatée entre Henri, son frère Richard de Cornouailles, et Hugues : les deux princes anglais auraient reproché à leur beau-père de leur avoir menti sur le nombre de soldats qu'il possédait en Poitou pour combattre le roi de France.
La bataille de Taillebourg se résume, en fait, à une charge des chevaliers français pendant que 500 sergents avec des arbalètes auraient traversé la Charente sur un pont de bateaux, vraisemblablement au niveau de la cale actuelle de Port-d’Envaux, permettant ainsi de prendre les Anglais à revers, quand ceux-ci tentaient de repousser la cavalerie de Louis sur l’étroit pont de Taillebourg. Ne pouvant résister à la charge de la chevalerie française, les Anglais et leurs alliés battent en retraite en direction de la ville de Saintes. Si de réelle bataille il n’y eut point, le franchissement du pont de Taillebourg fut crucial.

### Bataille de Saintes
Le lendemain, le 22 juillet, l'armée française se lance à la poursuite des fuyards. Une escarmouche survient entre des fourrageurs français et Hugues de Lusignan, accompagné de trois de ses fils et de quelques hommes d'armes. Très vite, des renforts arrivent de part et d'autre et l'accrochage tourne à une véritable bataille sous les murs de Saintes. À son issue, Hugues et Henri se réfugient dans la ville fortifiée de Saintes. Le 23 juillet, le roi d'Angleterre décide de se replier vers Pons, suivi du comte de la Marche. À la suite de leur départ, Louis pénètre dans Saintes qui lui ouvre ses portes. Exposé, Henri se retire en direction de Barbezieux. Le 25 juillet, Renaud II de Pons (en) se soumet à Alphonse de Poitiers. Le 26 juillet, au camp de Pons, c'est au tour d'Hugues X de Lusignan et de son épouse la comtesse-reine Isabelle Taillefer de se rendre. Henri III, esseulé, se réfugie à Blaye, puis le 18 août à Bordeaux.

## Conséquences de la guerre
La bataille, sous les murs de Saintes, signa la défaite des Anglo-Aquitains. Le roi d’Angleterre accepta une trêve de cinq ans à Pons, le 1er août 1242. Une paix plus durable est actée dans le Traité de Paris, le 4 décembre 1259.
Louis IX ne pousse pas son avantage et renonce à prendre le reste de la Guyenne aux Plantagenêt, car il craint que la conquête puisse être qualifiée d'illégitime, et aussi afin d'entamer une période de paix avec les Anglais et de se consacrer aux Croisades. Une trêve de 5 ans est signée à Pons. Le traité de Paris de 1259 consacre la victoire du parti français. D'âpres négociations font cependant qu'il intègre une clause spécifiant qu'au cas où Alphonse de Poitiers viendrait à mourir sans héritier, les terres situées au sud du fleuve Charente (la Haute Saintonge) reviendraient dans le giron Anglo-Aquitain. C'est précisément ce qu'il advient en 1271. Le Poitou et la Basse Saintonge restent sous administration française, et la Haute Saintonge repasse sous l'autorité des rois d'Angleterre en leur qualité de ducs d'Aquitaine.